# 二重音声放送
二重音声放送（にじゅうおんせいほうそう）は、音声多重放送（多重音声放送）の一種。日本国内ではアナログ放送時代から2か国語放送、解説放送、副音声付放送（それぞれの視聴できる音声は全てモノラル放送）として用いられ、理論的にはデジタル放送にも引き継がれて採用されている。

## 概要
アナログテレビ放送では、主音声信号搬送波と副音声信号搬送波を用いて2か国語放送と解説放送を行なっていたが、デジタルテレビ放送では、MPEG2-TSデジタル圧縮技術の採用により、8通りの音声トラック（デジタル放送の技術では音声ストリームと呼ばれる）が一つの番組内で同時に扱えるようになった。二重音声放送では、2ch分の伝送路を1つの音声信号トラックとして定義し、二ヶ国語放送なら、1chに日本語モノラル音声、もう1chに外国語モノラル音声（解説放送なら、1chにモノラル主音声、もう1chにモノラル解説音声）として使用される。
このように音声トラックの仕組みがアナログ放送とデジタル放送では異なっているため、デジタル放送では二重音声放送と呼ばれている。機器等の操作方法は、アナログ放送での副音声付方法を踏襲して「日本語／外国語」や「主音声／副音声」などの切り替えになっている。
なお、デジタル放送では、さらに第2音声やそれ以上の音声信号を使って、ステレオ音声による多ヶ国語放送も可能（実際には2か国語までの放送が多い）になっている。これは、既存の二重音声放送と同様に音声多重放送の一種で、デュアルステレオやステレオ二重音声などという言葉で記述される場合もあるが、デジタル放送での二重音声放送は、従来の二重音声放送や2chステレオ放送の方式とは異なり、あくまで多重音声システムのなかで2つだけを使って運用しているだけで、アナログ放送での音声多重方式とは全く異なるシステムになる。尚、日本のアナログ放送での音声多重方式は、放送規格（NTSC）上の制限で二重音声までに限定（2つ以上の音声多重は存在しない）される。このように、単に二重音声放送という場合は、通常はモノラル音声の組み合わせによる二重音声放送を意味し、ステレオ二重音声（デュアルステレオ）の場合とは仕組みも機器の操作方法も全く別なものになるので、言葉として用いる場合は誤解が生じないように注意する必要がある。
デジタル放送で二重音声放送以外の音声多重放送を機器の操作で切り替える場合、二重音声放送の場合とは異なり、「主 / 副」の切り替えではなく「音声」切替、あるいは「音声信号」切替、「信号」切替などで切り替える仕様になっている事が多い。詳細はデジタルチューナーの解説を参照のこと。